# نيل فالون
نيل فالون (بالإنجليزية: Neil Fallon)‏ هو مغني أمريكي، ولد في 25 أكتوبر 1971.

## وصلات خارجية
- نيل فالون على موقع IMDb (الإنجليزية)
- نيل فالون على موقع ميوزك برينز (الإنجليزية)
- نيل فالون على موقع أول ميوزيك (الإنجليزية)
- نيل فالون على موقع ديسكوغز (الإنجليزية)